# Enviga
Enviga é uma bebida enlatada de chá verde da Nestea. É uma marca pertencente à Nestlé sob licença da Beverage Partners Worldwide, uma joint-venture entre a The Coca-Cola Company e a Nestlé. Possui três sabores: Chá Verde, Romã Tropical e Baga Mista. Segundo a Coca-Cola, o Enviga queima de 60 a 100 calorias por três latas de 330 ml (12 onças) graças ao seu alto teor de EGCG e cafeína, o que é contestado por alguns pesquisadores e defensores públicos.

## Fatos nutricionais
Uma lata de Enviga tem 5 calorias, 100 mg de cafeína, 35 mg de sódio e 20% do cálcio recomendado diariamente baseado em uma dieta de 2,000 calorias. É adoçado com aspartame e não possui carboidratos, gorduras nem proteínas.

## Ações judiciais sobre reivindicações de saúde
Em fevereiro de 2007, o grupo de vigilância Centro para Ciência no Interesse Público (CSPI) entrou com um processo judicial sobre as alegações da empresa de que o Enviga atua como um produto de queima de calorias e perda de peso, sendo uma bebida de "caloria negativa". O grupo afirma que se a Coca-Cola e a Nestlé parassem de vender o produto como um queimador de calorias abririam mão de possíveis litígios. Os fabricantes de bebidas responderam que evitaram deliberadamente admitir que o Enviga é um produto para emagrecimento e que há pesquisas independentes para comprovar seus efeitos. O grupo de vigilância alegou que se tratava de um estudo de apenas 3 dias e que só foi apresentado em uma conferência pela Obesity Society aos seus editores, onde suas conclusões foram rejeitadas. A falta de validade do estudo foi referida pouco depois pelo Procurador-Geral da República no acordo. Estudos sobre a combinação de cafeína e antioxidante de chá verde deram resultados mistos, e estes não são conclusivos.
O estado de Connecticut também investigou as qualidades da bebida na queima de calorias. O procurador-geral do estado, Richard Blumenthal, exigiu todas as pesquisas científicas associadas a estas qualidades.
Em fevereiro de 2009, as empresas fecharam um acordo com o procurador-geral Richard Blumenthal, de Connecticut, que afetaram vários estados dos EUA. Eles concordaram em pagar US $ 650.000 aos estados, remover qualquer reclamação sobre perda de peso e adicionar a isenção de que a perda de peso só é possível através de dieta e exercícios. De acordo com o US Federal News Service, o acordo exige que "qualquer marketing do Enviga ou uma bebida de fórmula semelhante, que use os termos 'queimador de calorias', 'calorias negativas', 'bebida negativa' ou faça qualquer alegação explicitamente ou implicitamente de que os consumidores queimarão calorias ao consumir o produto, deve haver uma divulgação clara e visível de que o produto não garante que seja possível perder peso sem dieta e exercícios".
Em 2010, um tribunal de apelações dos EUA não permitiu que uma mulher processasse a Coca-Cola por fazer propaganda enganosa sobre perda de peso, e o CSPI informou que não iria apelar da decisão. A CSPI informou que as vendas do Enviga entraram em colapso após ser liquidado em 2009 e que já havia cumprido seu compromisso de informar os clientes sobre a falta de eficácia da bebida. A CSPI anunciou que estava processando a Coca-Cola novamente, mas desta vez por sua nova bebida Vitaminwater.

## Vendas
Segundo o Sydney Morning Herald, as vendas de água engarrafada com sabor, bebidas esportivas e chás aumentaram devido à queda nas vendas de refrigerantes açucarados - que inclui o chá frio como a categoria de bebidas não carbonatadas que cresceu mais rápido nos EUA durante o primeiro semestre de 2006. Antes do lançamento, a Coca estava atrás e perdendo participação de mercado neste setor para Pepsi, AriZona e Snapple.

## Sabores
Descontinuados:
- Baga
- Romã
- Pêssego

Desde que a marca se iniciou e o lançamento dos três sabores originais, o pêssego foi o primeiro a ser descontinuado para tornar a romã o terceiro sabor.